# Angoville-au-Plain
Angoville-au-Plain és un municipi francès situat al departament de la Manche i a la regió de Normandia. L'any 2007 tenia 43 habitants.

## Demografia

### Població
El 2007 la població de fet d'Angoville-au-Plain era de 43 persones. Hi havia 16 famílies de les quals 4 eren unipersonals (4 homes vivint sols), 8 parelles sense fills i 4 parelles amb fills.
La població ha evolucionat segons el següent gràfic:
Habitants censats

### Habitatges
El 2007 hi havia 27 habitatges, 18 eren l'habitatge principal de la família, 6 eren segones residències i 3 estaven desocupats. 24 eren cases i 1 era un apartament. Dels 18 habitatges principals, 13 estaven ocupats pels seus propietaris i 5 estaven llogats i ocupats pels llogaters; 2 tenien dues cambres, 1 en tenia tres, 4 en tenien quatre i 11 en tenien cinc o més. 16 habitatges disposaven pel capbaix d'una plaça de pàrquing. A 9 habitatges hi havia un automòbil i a 9 n'hi havia dos o més.

### Piràmide de població
La piràmide de població per edats i sexe el 2009 era:
| Homes | Edats   | Dones |
| ----- | ------- | ----- |
| 0     | 95 o +  | 0     |
| 0     | 90 a 94 | 0     |
| 0     | 85 a 89 | 0     |
| 0     | 80 a 84 | 4     |
| 0     | 75 a 79 | 0     |
| 0     | 70 a 74 | 0     |
| 0     | 65 a 69 | 0     |
| 4     | 60 a 64 | 0     |
| 0     | 55 a 59 | 8     |
| 4     | 50 a 54 | 0     |
| 4     | 45 a 49 | 0     |
| 0     | 40 a 44 | 0     |
| 0     | 35 a 39 | 4     |
| 4     | 30 a 34 | 0     |
| 0     | 25 a 29 | 0     |
| 0     | 20 a 24 | 0     |
| 4     | 15 a 19 | 0     |
| 4     | 10 a 14 | 0     |
| 0     | 5 a 9   | 0     |
| 0     | 0 a 4   | 4     |

## Economia
El 2007 la població en edat de treballar era de 31 persones, 18 eren actives i 13 eren inactives. De les 18 persones actives 15 estaven ocupades (10 homes i 5 dones) i 3 estaven aturades (1 home i 2 dones). De les 13 persones inactives 7 estaven jubilades, 4 estaven estudiant i 2 estaven classificades com a «altres inactius».
Activitats econòmiques
L'únic establiment que hi havia el 2007 era d'una empresa d'hostatgeria i restauració.
L'únic servei als particulars que hi havia el 2009 era un restaurant.
L'any 2000 a Angoville-au-Plain hi havia 8 explotacions agrícoles que ocupaven un total de 292 hectàrees.

## Poblacions més properes
El següent diagrama mostra les poblacions més properes.